# Риттер, Кристен
Кри́стен Э́лис Ри́ттер (англ. Krysten Alyce Ritter, род. 16 декабря 1981, Блумсберг) — американская актриса и бывшая модель. Появилась в таких фильмах, как «Однажды в Вегасе», «27 свадеб» и «Шопоголик». В 2010 году снялась в фильме «Слишком крута для тебя». Сыграла главную роль в сериале «Джессика Джонс», а также снялась в нескольких эпизодах второго сезона сериала «Во все тяжкие».

## Ранние годы
Риттер родилась в Блумсберге, Пенсильвания. Карьеру модели начала в 15 лет. В резюме для журнала Philadelphia Style описала себя, как «высокую, неуклюжую, неловкую и очень тощую». В 18 лет Риттер переехала в Нью-Йорк, чтобы продолжить карьеру модели. Появлялась в каталогах, рекламах магазинов Нью-Йорка, Милана, Парижа и Токио. Риттер была моделью в течение пяти лет. Также снялась для рекламы напитка Dr Pepper.

## Карьера
В 2007 году появилась в спектакле All This Intimacy, сыграв два акта в Бродвейском театре и «Second Stage Theatre». В 2008 году сыграла эпизодическую роль в романтических комедиях «Однажды в Вегасе» и «27 свадеб». В 2009 году сыграла роль Сьюзи, лучшей подруги персонажа Айлы Фишер, в фильме «Шопоголик». Также сыграла Петти, лучшую подругу персонажа Элис Ив, в фильме «Слишком крута для тебя».
Риттер сыграла Кэрол Роудс, старшую сестру Лили Роудс (в будущем Ван дер Вудсен), в молодёжном сериале «Сплетница». Во втором сезоне сериала «Во все тяжкие» сыграла роль Джейн Марголис. В 2010 году снялась в роли причудливой Лили в сериале «Гравитация», вместе с Иваном Сергеем, Вингом Рэймсом и Рэйчел Хантер. В 2010 году сыграла главную роль в фильме «Вампирши»; в прокат картина вышла в 2011 году.
Риттер исполнила главную роль в ситкоме «Не верь с*** из квартиры 23» в 2012 году. Шоу было закрыто после двух сезонов. В 2014 году получила роль Джессики Джонс в одноимённом сериале в рамках кинематографической вселенной Marvel.
Помимо съёмок в кино и на телевидении, Риттер также поёт и играет на гитаре в группе Ex Vivian.

## Личная жизнь
C августа 2014 года Кристен состоит в отношениях с музыкантом группы The War on Drugs Адамом Грандусиэлом. У пары есть сын — Брюс Джулиан Найт Гранофски (род. 29.07.2019).

## Фильмография

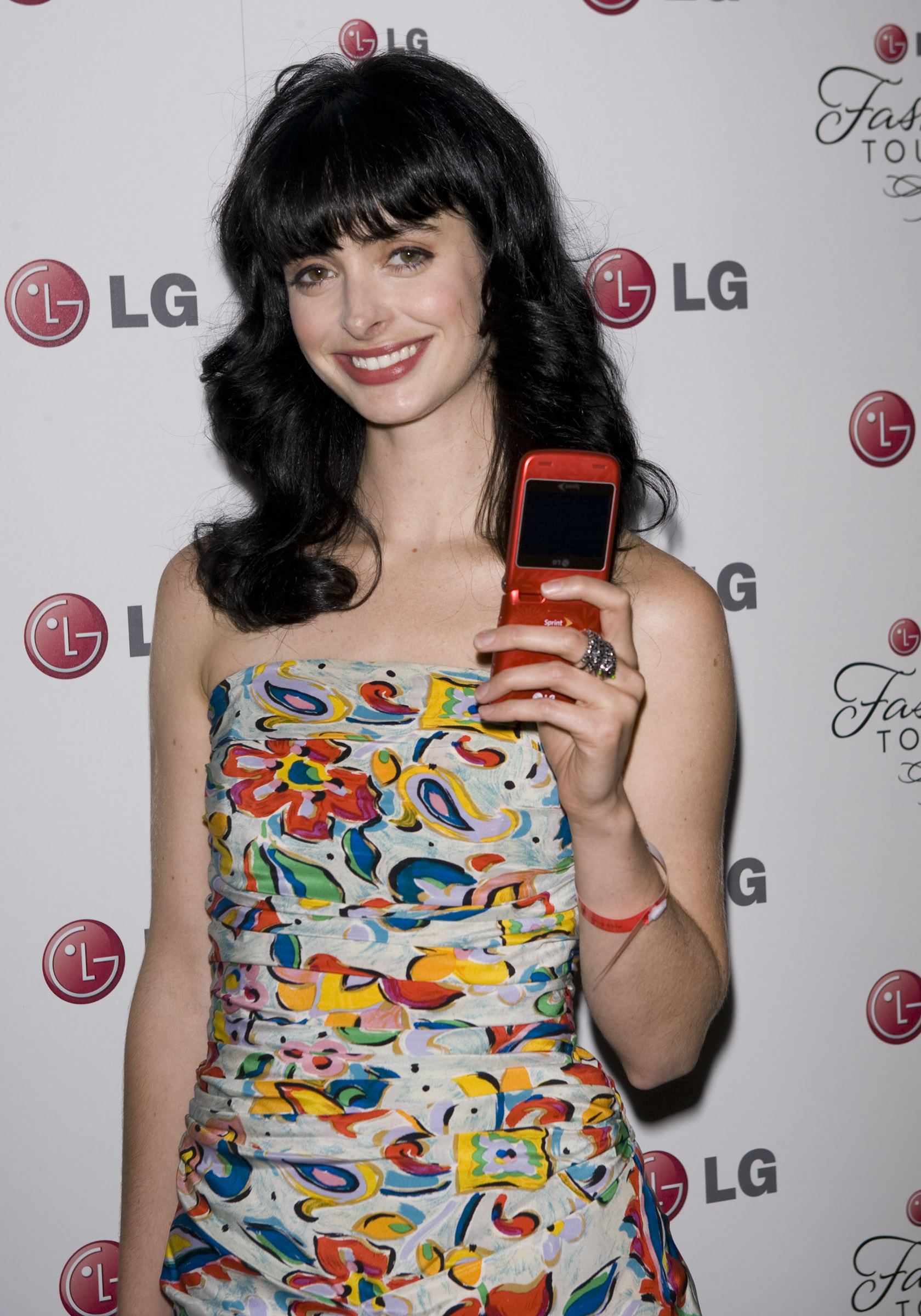
Кристен Риттер в мае 2010 года

| Год       | Название на русском             | Оригинальное название                 | Роль              | Примечание                             |
| --------- | ------------------------------- | ------------------------------------- | ----------------- | -------------------------------------- |
| 2001      | Флирт со зверем                 | Someone Like You                      | модель            |                                        |
| 2002      | Освежение                       | Freshening Up                         | девушка на диване | Короткометражка                        |
| 2003      | Взгляд                          | The Look                              | Мара              |                                        |
| 2003      | Улыбка Моны Лизы                | Mona Lisa Smile                       | студентка         |                                        |
| 2004      | Вупи                            | Whoopi                                | Брин              | Эпизод «The Squatters»                 |
| 2004      | Закон и порядок                 | Law & Order                           | Трейси Уоррен     | Эпизод «Everybody Loves Raimondo’s»    |
| 2004      | Тэннер против Тэннера           | Tanner on Tanner                      | продавщица        | 2 эпизода                              |
| 2004      | Одна жизнь, чтобы жить          | One Life to Live                      | Кей               | 4 эпизода                              |
| 2005      | Ребята в бассейне               | Pool Guys                             | Эми               | Телевизионный фильм                    |
| 2005      | Джонни Зеро                     | Jonny Zero                            | Куинн             | Пилотный эпизод                        |
| 2005—2006 | Вероника Марс                   | Veronica Mars                         | Джия Гудман       | 8 эпизодов                             |
| 2006      | Неразлучные                     | Alone                                 | Мелинда           | Телевизионный фильм                    |
| 2006      | Дневники Бенфорда               | The Bedford Diaries                   | Эрин Кавеннауг    | 2 эпизода                              |
| 2006—2007 | Девочки Гилмор                  | Gilmore Girls                         | Люси              | 8 эпизодов                             |
| 2007      |                                 | The Rich Inner Life of Penelope Cloud | Джорджия          | Телевизионный фильм                    |
| 2008      | 27 свадеб                       | 27 Dresses                            | Джина             |                                        |
| 2008      | Однажды в Вегасе                | What Happens in Vegas                 | Келли             |                                        |
| 2009      | Шопоголик                       | Confessions of a Shopaholic           | Сьюзи Стюарт      |                                        |
| 2009      | Сплетница                       | Gossip Girl                           | Кэрол Роудс       | Эпизод «Девушки из долины»             |
| 2009      | Как заняться любовью с женщиной | How to Make Love to a Woman           | Лоурен Бакер      |                                        |
| 2009      | Проснуться мёртвым              | Woke Up Dead                          | Кэсси             | 22 эпизода                             |
| 2009—2010 | Во все тяжкие                   | Breaking Bad                          | Джейн Марголис    | 9 эпизодов                             |
| 2010      | Маргарет                        | Margaret                              | продавщица        |                                        |
| 2010      | Слишком крута для тебя          | She’s Out of My League                | Петти             |                                        |
| 2010      | Гравитация                      | Gravity                               | Лили Шампэйн      | 10 эпизодов                            |
| 2010      | Убить Боно                      | Killing Bono                          | Глория            |                                        |
| 2011      | Вампирши                        | Vamps                                 | Стейси            |                                        |
| 2011      | Лучшие друзья и ребёнок         | L!fe Happens                          | Ким               |                                        |
| 2012—2013 | Не верь с*** из квартиры 23     | Don’t Trust the B---- in Apartment 23 | Хлоя              | 26 эпизодов                            |
| 2014      | Вероника Марс                   | Veronica Mars                         | Джия Гудман       |                                        |
| 2014      | Астма                           | Asthma                                | Руби              |                                        |
| 2014      | Чёрный список                   | The Blacklist                         | Роуэн Миллс       | Эпизод «Lord Baltimore»                |
| 2014      | Послушай, Филипп                | Listen Up Philip                      | Мелани Циммерман  |                                        |
| 2014      | Голые перцы                     | Search Party                          | Кристи            |                                        |
| 2014      | Большие глаза                   | Big Eyes                              | ДиЭнн             |                                        |
| 2015—2019 | Джессика Джонс                  | Jessica Jones                         | Джессика Джонс    | 39 эпизодов, режиссёр 2 серии 3 сезона |
| 2017      | Герой                           | The Hero                              | Люси              |                                        |
| 2017      | Защитники                       | Marvel’s The Defenders                | Джессика Джонс    | 8 эпизодов                             |
| 2019      | Путь: Во все тяжкие. Фильм      | El Camino: A Breaking Bad Movie       | Джейн Марголис    |                                        |
| 2021      | Ночные тетради                  | Nightbooks                            | Ведьма Наташа     |                                        |

## Дискография
- 2012 — Ex Vivian Ex Vivian (LP, W.T. Records)